# Frivaldszky Imre-emlékérem
A Frivaldszky Imre-emlékérem („Frivaldszky Imre Emlékplakett”) a Magyar Rovartani Társaság díja, mellyel az entomológia területén elért és a társaság életében kiemelkedő teljesítményt jutalmazza. Az emlékérmet 1960-ban alapították, és 1961-ben osztották ki első alkalommal. Nevét a magyar természettudósról, frivaldi Frivaldszky Imréről kapta.
A Frivaldszky Imre-emlékérem odaítéléséről a Frivaldszky Plakettbizottság dönt, melynek elnöke a Magyar Rovartani Társaság elnöke, tagjai az elnökség, a választmány és a számvizsgáló bizottság tagjai. A Frivaldszky Imre-emlékéremnek négy fokozata van (arany, ezüst, bronz és mecénás), amelyek mindegyike évente egyszer adható.

## Az érem leírása
Az emlékérmet Abonyi Grantner Jenő tervezte, átmérője 58 mm.
Előlapja: Frivaldszky Imre balra néző profilképe magas gallérral. A körirat szövege balról jobbra: FRIVALDSZKY IMRE EMLÉKPLAKETT 1799–1870.

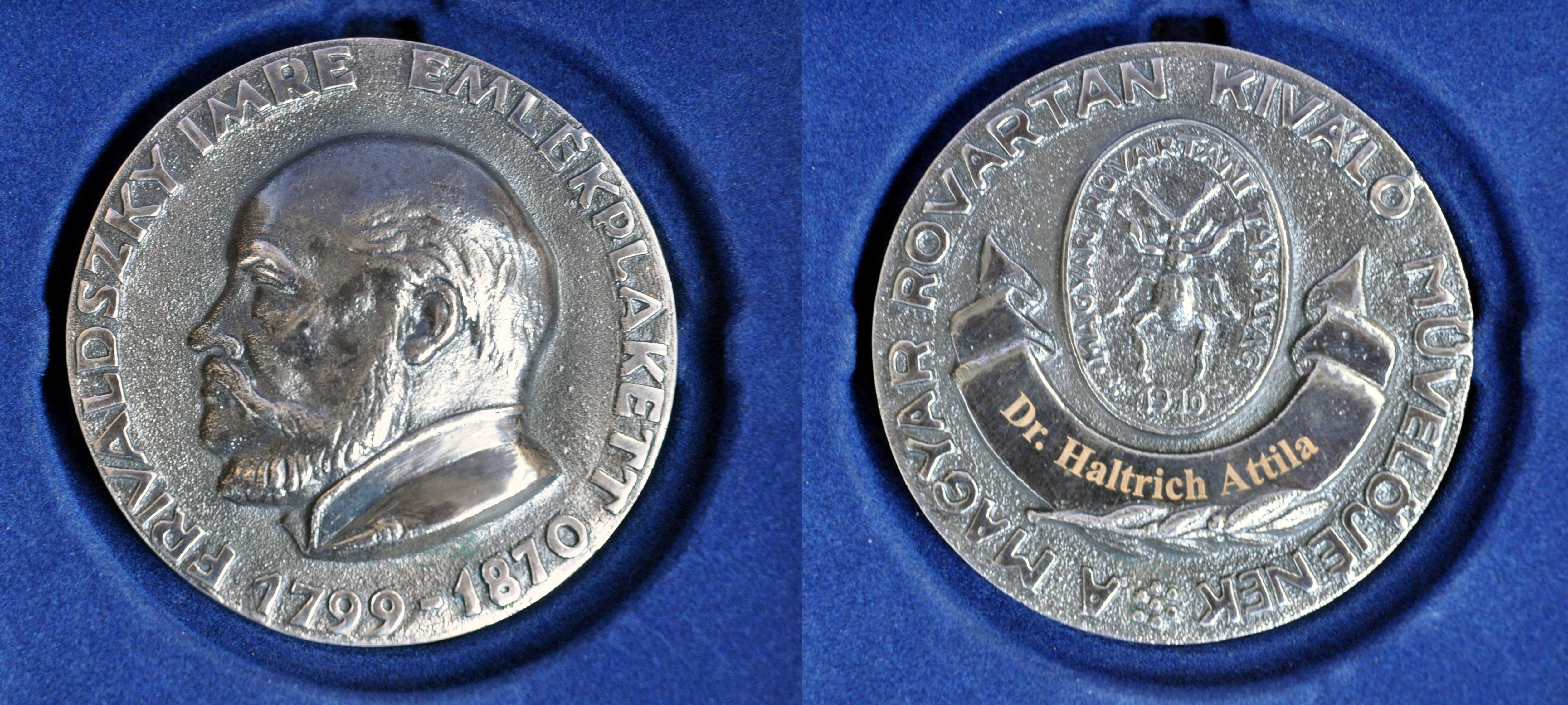
A Frivaldszky-érem ezüst fokozata. Előlap és hátlap.

Hátlapja: középen álló ovális keretben a Magyar Rovartani Társaság pecsétje, melyet alul félkörben széles szalag övez (ahova a jutalmazott nevét bevésik), míg a szalag alatt hétlevelű babérág látható három bogyóval. Az érem körirata balról jobbra: A MAGYAR ROVARTAN KIVÁLÓ MŰVELŐJÉNEK. Középen alul hét pontból kialakított rozetta van.

## Az érem fokozatai[2][3]
Az érem odaítélésének szempontjai 2024. februárja óta az alábbiak:
Az arany fokozattal az a magyar rovarász tüntethető ki, aki a rovartan terén nemzetközileg is kiemelkedő munkásságot fejt ki, és kiemelkedő módon vett részt a Magyar Rovartani Társaság munkájában. Ennek megítélésében mérlegelni kell az illető addigi életművét (szakirodalmi munkásságát, a magyar entomológia területén végzett sokéves oktató és szervező tevékenységét).
Az ezüst fokozattal az a magyar rovarász tüntethető ki, aki a rovartan terén végzett, hazai szinten jelentős tudományos munkássága mellett kiemelkedő módon vett részt a Magyar Rovartani Társaság működésében, céljainak elérésében, VAGY a rovartan terén végzett tudományos munkássága nemzetközi szinten is jelentős, ám e mellé nem társul jelentős szerepvállalás a Magyar Rovartani Társaság működésében, céljainak elérésében. A rovartani munkásság megítélésében mérlegelhető a gyűjtőtevékenység is, különösképpen amennyiben gyűjtéseivel a hazai tudományos közgyűjtemények gyarapodáshoz is jelentősen hozzájárult.
A bronz fokozattal az a magyar rovarász tüntethető ki, aki a Magyar Rovartani Társaság életében, működésében több éven keresztül kiemelkedően aktív tevékenységet végez, munkájával segíti a Társaság céljainak megvalósulását, különös tekintettel az entomológiai ismeretterjesztés, szemléletformálás területén.
A mecénás fokozattal az a természetes vagy jogi személy tüntethető ki, aki a Magyar Rovartani Társaságot anyagilag jelentősen támogatta céljainak elérésében.

## Díjazottak[4]
1961
- Arany: Kadocsa Gyula
- Ezüst: Fodor Jenő
- Bronz: Endrődy-Younga Sebestyén

1962
- Arany: Dudich Endre
- Ezüst: Győrffy Jenő, Móczár Miklós
- Bronz: Sáringer Gyula

1963
- Ezüst: Reskovits Miklós
- Bronz: Szabó-János Barna, Szalai-Marzsó László

1964
- Arany: Szelényi Gusztáv
- Ezüst: Erdős József
- Bronz: Steinmann Henrik

1965
- Ezüst: Győrfi János
- Bronz: Papp Jenő

1966
- Arany: Balogh János
- Ezüst: Nattán Miklós

1967
- Ezüst: Endrődy Sebő

1968
- Ezüst: Szőcs József

1969
- Arany: Kaszab Zoltán
- Ezüst: Lipthay Béla
- Bronz: Mahunka Sándor

1970
- Ezüst: Gozmány László
- Bronz: Jenser Gábor, Martinovich Valér

1971
- Ezüst: Nagy Barnabás

1972
- Arany: Soós Árpád
- Ezüst: Újhelyi Sándor
- Bronz: Benedek Pál

1973
- Ezüst: Jablonkay József
- Bronz: Mészáros Zoltán, Varga Zoltán

1974
- Arany: Mihályi Ferenc
- Ezüst: Balogh Imre
- Bronz: Vojnits András

1975
- Arany: Móczár László
- Ezüst: Szalkay József
- Bronz: Papp László, Retezár Imre

1976
- Arany: Jermy Tibor
- Ezüst: Bognár Sándor
- Bronz: Varjas László

1977
- Ezüst: Reichart Gábor

1978
- Ezüst: Szontagh Pál
- Bronz: Balázs Klára, Zombori Lajos

1980
- Ezüst: Balázs Géza
- Bronz: Szentesi Árpád, Vásárhelyi Tamás

1983
- Arany: Gozmány László
- Bronz: Podlussány Attila, Orosz András

1985
- Bronz: Ronkay László

1986
- Arany: Sáringer Gyula
- Ezüst: Papp Jenő
- Bronz: Rozner István

1987
- Arany: Mahunka Sándor
- Ezüst: Tóth Sándor
- Bronz: Darvas Béla

1990
- Arany: Nagy Barnabás
- Ezüst: Mészáros Zoltán
- Bronz: Simonyi Sándor, Szalóki Dezső

1993
- Arany: Bognár Sándor
- Ezüst: Kozár Ferenc
- Bronz: Merkl Ottó, Szabóky Csaba

1995
- Arany: Jenser Gábor
- Ezüst: Petrich Károly
- Bronz: Szőcs Gábor, Józan Zsolt

1996
- Ezüst: Balázs Klára
- Bronz: Buschman Ferenc

1998
- Ezüst: Retezár Imre, Vég László Ágost
- Bronz: Hegyessy Gábor

2001
- Ezüst: Csiby Mihály, Hreblay Márton
- Bronz: Hangay György, Szél Győző

2004
- Arany: Papp Jenő
- Ezüst: Józan Zsolt
- Bronz: Gaskó Kálmán, Kutasi Csaba

2006
- Arany: Mészáros Zoltán

2007
- Arany: Kozár Ferenc
- Bronz: Rahmé Nikola

2008
- Ezüst: Kocs Irén

2010
- Ezüst: Szabóky Csaba
- Bronz: Rédei Dávid

2012
- Arany: Varga Zoltán

2013
- Arany: Tóth Sándor
- Ezüst: Sár József, Muskovits József

2014
- Arany: Papp László
- Ezüst: Podlussány Attila

2016
- Ezüst: Rozner István

2017
- Ezüst: Haltrich Attila
- Ezüst: Orosz András

2018
- Ezüst: Hangay György
- Bronz: Nádai László

2019
- Arany: Merkl Ottó
- Bronz: Medvegy Mihály

2021
- Arany: Podlussány Attila, Retezár Imre
- Bronz: Károlyi Balázs

2023
- Arany: Ronkay László

2024
- Bronz: Sulyán Péter Gábor

2025
- Arany: Vásárhelyi Tamás
- Ezüst: Zombori Lajos
- Bronz: Dombi Orsolya